# Il mio secondo matrimonio
Il mio secondo matrimonio è una commedia teatrale presentato da Maurizio Battista, andato in onda dal 14 febbraio all'11 marzo 2012, per quattro serate.
Ad affiancare il presentatore ci sono i comici Lallo Circosta, Riccardo Graziosi e Francesca Nunzi.

## Trama
Maurizio Battista diverte il teatro Sistina in Roma con divertenti monologhi che hanno come obiettivo le strane azioni delle donne in qualsiasi momento della vita quotidiana, attraverso anche articoli di giornale tutti realmente pubblicati che raccontano storie assurde o annunci strani. https://www.tvblog.it/post/134533/il-mio-secondo-matrimonio-su-rai-2-il-one-man-show-di-maurizio-battista

## Ascolti
Lo show è andato in onda su Rai 2 nel novembre 2012. https://www.tvblog.it/post/135149/analisi-auditel-il-re-leone-fra-intelligence-servizi-segreti-e-il-mio-secondo-matrimonio-di-maurizio-battista
Prima puntata - 2.270.000 telespettatori 
Seconda puntata - 2.331.000 telespettatori 
Terza puntata - 2.079.0000 telespettatori 
Quarta puntata - 2.001.000 telespettatori